# Le Bouveret
Pour les articles homonymes, voir Bouveret.
Le Bouveret est une localité de la commune de Port-Valais dans le canton du Valais, en Suisse.   

## Géographie

Photo aérienne (1968)

Le Bouveret est situé au bord du Léman, au sud de l'embouchure du Rhône, juste à côté de la réserve naturelle des Grangettes.

## Gentilé et surnom
Les habitants de la localité se nomment les Bouvérouds.
Ils sont surnommés les Boverous, soit les bouviers en patois valaisan.

## Tourisme
La plage du Bouveret porte le nom de Rive Bleue et comporte un accès au Léman. Dans la localité se trouve également le parc aquatique Aquaparc ainsi que le Swiss Vapeur Parc.

## École
La localité est le siège de l’Institut Hôtelier César Ritz, école renommée dans ce domaine.

## Accès
- Depuis les gares de Saint-Maurice, Monthey et Saint-Gingolph en train par la ligne St-Gingolph–Bouveret–Monthey–St-Maurice en gare du Bouveret ;
- A9 (Vallorbe - Lausanne - Brigue)  16 (Villeneuve) et   17 (Aigle)
- En bateau avec Compagnie générale de navigation sur le lac Léman.

## Personnalité liée à la localité
- Claude Roch (1945-), conseiller d'État est domicilié au Bouveret
- Olivier Vietti-Teppa (1972-) parachutiste valaisan ayant sauté sans encombre avec une réplique du parachute imaginé à la fin du XVe siècle par Léonard de Vinci[3]